# Solanum delitescens
Solanum delitescens är en potatisväxtart som beskrevs av Conrad Vernon Morton. Solanum delitescens ingår i släktet skattor som ingår i familjen potatisväxter. Inga underarter finns listade i Catalogue of Life.